# Partizanskaja
Partizanskaja (russisk: Партизанская, tr. Partizanskaja) er en flod syd i Primorskij kraj i Rusland. Floden er 142 km lang og har et afvandingsareal på 4.140 km².
Floden har sin kilde ud fra sydsiden af Sikhote-Alin-bjergene og munder ud i Nakhodkabugten i Det Japanske Hav nær byen Nakhodka. Andre byer langs floden er Partizánske.
Partizanskaja har flere bifloder. De største er Tigrovaja (russisk: Тигровая), der er 53 km lang, og Melniki (russisk: Мельники), der er 38 km lang.
Partizanskaja hed frem til 1972 Suchan.